# Omar Flores
Omar Alejandro „Harold” Flores Serrano (ur. 6 maja 1979 w Acapulco) – meksykański piłkarz występujący na pozycji środkowego obrońcy, trener piłkarski, od 2023 roku prowadzi Atlas.

## Kariera klubowa
Flores jest wychowankiem zespołu Club Atlas z siedzibą w mieście Guadalajara, do którego seniorskiej drużyny został włączony jako dwudziestolatek przez argentyńskiego szkoleniowca Ricardo La Volpe. W meksykańskiej Primera División zadebiutował 11 marca 2000 w przegranym 1:2 spotkaniu z Tolucą, jednak nie potrafił sobie wywalczyć miejsca w wyjściowej jedenastce, przez co już po kilkunastu miesiącach odszedł na półroczne wypożyczenie do Club León. Tam zaczął regularnie wybiegać na ligowe boiska, jednak na koniec sezonu 2001/2002 spadł ze swoją ekipą do drugiej ligi. Po powrocie do Atlasu strzelił swojego premierowego gola w najwyższej klasie rozgrywkowej, 5 października 2002 w przegranej 1:2 konfrontacji z Pueblą, a w styczniu 2003 ponownie udał się na sześciomiesięczne wypożyczenie, tym razem do Querétaro FC, z którym nie osiągnął żadnego sukcesu. W 2008 roku zajął z Atlasem drugie miejsce w rozgrywkach kwalifikacyjnych do Copa Libertadores, InterLidze, lecz podczas siedmioletniego pobytu w tym klubie nie zdołał zagwarantować sobie na dłużej miejsca w pierwszym składzie.
Wiosną 2009 Flores został po raz kolejny wypożyczony, tym razem do drużyny Jaguares de Chiapas z siedzibą Tuxtla Gutiérrez, gdzie od razu został podstawowym defensorem zespołu i po upływie roku został na stałe wykupiony przez zarząd klubu. Od tamtej pory okresy regularnej gry w wyjściowej jedenastce przeplatał nieudanymi sezonami, podczas których sporadycznie pojawiał się na boiskach.
| Sezon     | Klub                | Kraj   | Rozgrywki        | Mecze | Bramki |
| --------- | ------------------- | ------ | ---------------- | ----- | ------ |
| 1999/2000 | Club Atlas          | Meksyk | Primera División | 5     | 0      |
| 2000/2001 | Club Atlas          | Meksyk | Primera División | 1     | 0      |
| 2001/2002 | Club Atlas          | Meksyk | Primera División | 9     | 0      |
| 2001/2002 | Club León           | Meksyk | Primera División | 12    | 0      |
| 2002/2003 | Club Atlas          | Meksyk | Primera División | 8     | 1      |
| 2002/2003 | Querétaro FC        | Meksyk | Primera División | 8     | 0      |
| 2003/2004 | Club Atlas          | Meksyk | Primera División | 17    | 0      |
| 2004/2005 | Club Atlas          | Meksyk | Primera División | 0     | 0      |
| 2005/2006 | Club Atlas          | Meksyk | Primera División | 4     | 0      |
| 2006/2007 | Club Atlas          | Meksyk | Primera División | 0     | 0      |
| 2007/2008 | Club Atlas          | Meksyk | Primera División | 11    | 1      |
| 2008/2009 | Club Atlas          | Meksyk | Primera División | 5     | 0      |
| 2008/2009 | Jaguares de Chiapas | Meksyk | Primera División | 19    | 0      |
| 2009/2010 | Jaguares de Chiapas | Meksyk | Primera División | 18    | 0      |
| 2010/2011 | Jaguares de Chiapas | Meksyk | Primera División | 34    | 1      |
| 2011/2012 | Jaguares de Chiapas | Meksyk | Primera División | 14    | 0      |
| 2012/2013 | Jaguares de Chiapas | Meksyk | Primera División |       |        |